# Estadi Municipal d'Olot
L'Estadi Municipal d'Olot és el camp de joc de la Unió Esportiva Olot. Fou inaugurat l'any 1954, és de gespa natural i té unes dimensions 104,5 x 68,00m. Amb una capacitat per a 6.000 espectadors, es troba al Carrer del Doctor Francesc Bartrina, al barri del Pla de Dalt.

## Història
Malgrat que fou l'any 1954 quan es va començar a utilitzar l'estadi, la tribuna coberta no s'inaugurà fins tres anys més tard, mentre que la il·luminació artificial de l'estadi s'inaugurà durant les Festes del Tura de l'any 1965, amb un amistós contra el RCD Espanyol de Barcelona.
La decadència del club durant els anys noranta i principis dels 2000 va fer que l'estadi quedés envellit, i en les últimes temporades, amb els èxits esportius de la Unió Esportiva Olot, la junta directiva del club olotí està pressionant l'Ajuntament per tal que es duguin a terme les reformes necessàries per disposar d'un estadi més modern. La primera reforma fou la nova megafonia de l'estadi, estrenada el 24 d'octubre de 2013. El novembre de 2013, l'Ajuntament d'Olot va presentar el projecte de reforma de l'Estadi, en tres fases que s'anirien fent segons la situació esportiva del club i les disponibilitats pressupostàries de l'Ajuntament, que si es completa permetria disposar d'un estadi amb capacitat d'entre 5.000 i 6.000 espectadors. Després de la primera fase de debat i presentació del projecte, entre finals de gener i principis de febrer de 2014 està previst que es comenci la segona fase, que consisteix en la construcció d'un edifici annex a l'Estadi on hi haurà els vestidors i altres serveis com la sala de premsa. La segona fase està dividida en diverses parts: la primera, consistent en l'edificació de l'estructura dels vestidors i el seu equipament, es va adjudicar a finals de març del 2014, mentre que la segona part, que consisteix en l'acabament de la primera planta d'aquest edifici annex (amb un espai destinat al material esportiu, a la premsa i als controls antidopatge), es va adjudicar a principis de novembre de 2014. El retard en l'adjudicació de les obres, entre altres coses, ha propiciat també l'ajornament de la inauguració dels vestidors, que ara és prevista a principis de 2015. El projecte preveu també una tercera part d'aquesta segona fase, consistent en la construcció d'una segona planta, però està condicionada (igual que la resta del projecte) a l'arribada de fons de finançament privats complementaris als que aporta l'Ajuntament.
Durant l'estiu de 2015 es va engrandir el terreny de joc. Passant de 101,15 a 104,5 metres d'allargada i de 60 a 68 metres d'amplada.